# Station Kaapstad
Station Kaapstad is het belangrijkste station in Kaapstad in West-Kaap in Zuid-Afrika. Het eerste station werd gebouwd in 1863. Het huidige station stamt uit 1961.